# Nwala Dan Tsofoua
Nwala Dan Tsofoua (auch: Noualla, Nwala, N’Wala, Nwala Dan Sofoa, N’Wala Dan Sofoua, N’Wala Quartier Magagi, N’Wallad Sofoua) ist ein Dorf in der Landgemeinde Guidan Sori in Niger.

## Geographie
Das von einem traditionellen Ortsvorsteher (chef traditionnel) geleitete Dorf befindet sich rund sechs Kilometer westlich des Hauptorts Guidan Sori der gleichnamigen Landgemeinde, die zum Departement Guidan Roumdji in der Region Maradi gehört. Eine weitere Siedlung in der Umgebung von Nwala Dan Tsofoua ist Tchadi im Südwesten.
Nwala Dan Tsofoua ist Teil der Übergangszone zwischen Sahel und Sudan. Die durchschnittliche jährliche Niederschlagsmenge beträgt hier zwischen 400 und 500 mm.

## Bevölkerung
Bei der Volkszählung 2012 hatte Nwala Dan Tsofoua 2707 Einwohner, die in 367 Haushalten lebten. Bei der Volkszählung 2001 betrug die Einwohnerzahl 2219 in 271 Haushalten und bei der Volkszählung 1988 belief sich die Einwohnerzahl auf 1915 in 289 Haushalten.
Die Bevölkerungsdichte in diesem Gebiet ist für nigrische Verhältnisse hoch.

## Wirtschaft und Infrastruktur

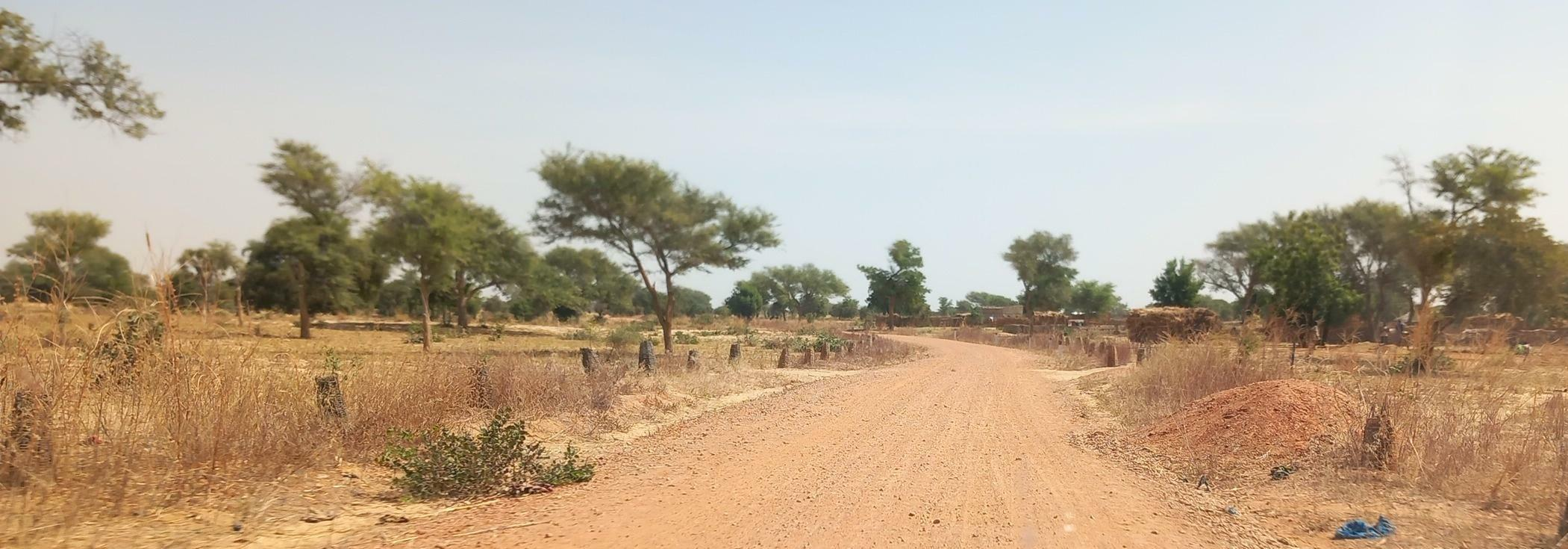
Route 448 bei Nwala Dan Tsofoua (2023)

In Nwala Dan Tsofoua wird ein Wochenmarkt abgehalten. Der Markttag ist Dienstag. Der Markt wurde nach 1960, dem Jahr der staatlichen Unabhängigkeit Nigers, etabliert. Es wird vor Ort Hirse produziert. Das Gebiet der Ebenen im südlichen Teil der Region Maradi, in dem die Siedlung liegt, ist von einer anhaltenden Degradation der ackerbaulichen Flächen gekennzeichnet, die mit der hohen Bevölkerungsdichte in Zusammenhang steht.
Im Dorf ist ein Gesundheitszentrum des Typs Centre de Santé Intégré (CSI) vorhanden. Es gibt eine Schule. Bei Nwala Dan Tsofoua verläuft die Route 448 zwischen den Hauptorten Guidan Sori und Guidan Roumdji. Es handelt sich um eine 26,7 Kilometer lange Landstraße.